# Kisale Msaranga
Kisale Msaranga (auch Kisale Masangara) ist ein Verwaltungsbezirk (Ward) des Distrikts Rombo in der tansanischen Region Kilimandscharo.

## Geografie
Kisale Msaranga liegt im Nordosten von Tansania etwa 40 Kilometer Luftlinie nordöstlich der Regionshauptstadt Moshi an der Grenze zu Kenia.
Der Bezirk grenzt im Osten an Kenia, im Süden an Kirwa Keni, im Südwesten an Katangara Mrere und im Norden an Marangu Kitowo. Bei der Volkszählung 2022 lebten 9481 Menschen in 2500 Haushalten auf einer Fläche von 21,7 Quadratkilometern.

## Gliederung
Kisale Msaranga besteht aus drei Gemeinden (Mtaa) mit 20 Orten (Kitongoji):
| Kisale - Kisale - Utate - Samanga - Mkokyama A - Mkokyama B - Umarini - Kala - Kwateri | Mahorosha - Kala - Mkomtwe - Mforo - Mahorosha | Msaranga - Kyeemba - Mfuashi - Mtimhoo - Kia Maseleki - Kirachi - Uramboni - Kwasuva - Ikoneni |

## Wirtschaft und Infrastruktur
- Bildung: Im Bezirk liegen zwei weiterführende Schulen, die Kisale Secondary School[7] und die Kirachi Secondary School.[8] Beides sind staatliche Schulen mit einer Ausbildung bis zur 4. Stufe.
- Gesundheit: In der Gemeinde Mahorosha gibt es eine öffentliche Apotheke.[9]